# 都筑區
都筑區（日语：／ Tsuzuki ku */?）是日本神奈川縣橫濱市的18區之一。本區位在橫濱市北部。

## 地理
除了位於南部的鶴見川沿岸以外，全區屬丘陵地帶，地形雖然高低落差大但起伏較平緩。港北新城是都筑區的中心城區。
過去這裡是都筑郡的一部份，1994年11月6日與青葉區同時設立。轄區範圍包括舊港北區西北部和舊綠區東北部。

### 區名的由來
下列區名皆是祥瑞地名，選擇「都筑區」作為本區區名是為了保留該地方過去具有歷史意義的地名。
| 順位 | 區名     | 募集數 |
| 1    | 光區     | 1,916  |
| 2    | 港京區   | 1,332  |
| 3    | 陽光區   | 916    |
| 4    | 北區     | 716    |
| 5    | 若葉區   | 711    |
| 6    | 平成區   | 699    |
| 7    | 富士見區 | 382    |
| 8    | 都筑區   | 340    |

## 經濟
在都筑區設置總部的上市企業
- AOKI控股（日语：AOKIホールディングス）
- Sodick（日语：ソディック）
- 菊水電子工業（日语：菊水電子工業）
- 阪田種子（サカタのタネ）
- HORI（日语：ホリ (ゲーム周辺機器メーカー)）
- 喜利得
- 圖研（日语：図研）
- Schmalz（日语：シュマルツ (企業)）

其他主要事業所
- 崎陽軒
- 山崎麵包
- Panasonic
- 大日本印刷
- 龜屋萬年堂

### 產業
工業
- 南部鶴見川沿岸自古以來為工業地帶，特別是池邊町，除了大規模工廠外也有許多中小企業的工廠。此外，隨著港北新城的開發，企業的本社或研究所也陸續設置於此地。

商業
- 由於都市開發，都筑區人口急增，因此有許多大型購物中心看準商機進駐，除了都市中心地域有購物中心之外，Lalaport橫濱則在工業地區池邊町附近開業。

金融
- 區內有都市銀行（瑞穗銀行、三菱UFJ銀行、三井住友銀行、里索那銀行），地方銀行有橫濱銀行與靜岡銀行。第二地方銀行有神奈川銀行，信用金庫有橫濱信用金庫、芝信用金庫、川崎信用金庫、城南信用金庫。

## 教育

### 大学
- 東京都市大学（前武藏工業大学）橫濱校區

### 高等学校
公立
- 神奈川縣立川和高等学校
- 神奈川縣立荏田高等学校
- 神奈川縣立新榮高等学校

私立
- Salesio学院高等学校
- 中央大学附属橫濱高等学校
- 鹿島学園高等学校橫濱港北校區

### 中学校
公立
- 橫濱市立中川中学校
- 橫濱市立中川西中学校
- 橫濱市立茅崎中学校
- 橫濱市立荏田南中学校
- 橫濱市立都田中学校
- 橫濱市立川和中学校
- 橫濱市立東山田中学校
- 橫濱市立早淵中学校

私立
- Salesio学院中学校
- 中央大学附屬橫濱中学校

### 小学校
公立
- 橫濱市立山田小学校
- 橫濱市立北山田小学校
- 橫濱市立南山田小学校
- 橫濱市立東山田小学校
- 橫濱市立菫之丘小学校
- 橫濱市立勝田小学校
- 橫濱市立中川小学校
- 橫濱市立中川西小学校
- 橫濱市立茅崎小学校
- 橫濱市立茅崎東小学校
- 橫濱市立茅崎台小学校
- 橫濱市立牛久保小学校
- 橫濱市立荏田小学校
- 橫濱市立荏田東第一小学校
- 橫濱市立荏田南小学校
- 橫濱市立都田小学校
- 橫濱市立都田西小学校
- 橫濱市立川和小学校
- 橫濱市立川和東小学校
- 橫濱市立折本小学校
- 橫濱市立都筑小学校
- 橫濱市立都筑之丘小学校

## 交通

### 鐵路
橫濱市交通局（橫濱市營地下鐵）
- 藍線：仲町台站 - 中心南站 - 中心北站 - 中川站
- 綠線：川和町站 - 都筑交流之丘站 - 中心南站 - 中心北站 - 北山田站 - 東山田站

### 道路
首都高速道路
- 神奈川7号橫濱北線・神奈川7号橫濱北西線：- 港北交流道 -

一般收費道路
- 第三京濱道路（国道466号）

一般国道
- 国道246号（北西部區界）

主要地方道
- 神奈川縣道12号橫濱上麻生線
- 神奈川縣道13号橫濱生田線
- 神奈川縣道45号丸子中山茅崎線

一般縣道
- 神奈川縣道102号荏田綱島線（全區間與都市計畫道路日吉元石川線重疊）
- 神奈川縣道・東京都道140号川崎町田線

## 觀光景點
- 茅崎城址公園
  - 茅崎城跡
- 大塚・歳勝土遺跡公園
- 橫濱市歷史博物館
- 都筑游泳池
- 橫濱国際游泳池
- 都筑中央公園
- 川和富士公園
- 山田富士公園
- Lalaport橫濱

## 知名出身人物
- 淺野崇史 - 職籃選手
- 板山祐太郎 - 職棒選手
- 中村禮子 - 游泳選手
- 石川達也 - 職棒選手
- 小川航基 - 職業足球選手

## 以都筑區為舞台的作品
小說
- 歡迎來我家 - 池井戶潤的懸疑小説。主角的家設定於鴨池公園隔壁。

電視劇
- 流星休旅車 - 翻拍自重松清的小說。主角的家設定在都筑區牛田（虛構町名）。
- 月薪嬌妻 - 海野綱彌的漫畫作品。主角搬走前的老家位於都筑區黑澤（虛構町名）。
- 美麗的真相 - 主角的老家所在地。

## 外部連結
- OpenStreetMap上有關都筑區的地理
- （日語） 官方网站